# 엠슈트
엠-슈트는 대한민국의 음악 그룹이다. 2010년 싱글 《남자이야기》로 데뷔했다.

## 음반
- 남자이야기 (2010)